# کنستانتین ملنیکوف
کنستانتین ملنیکوف ۱۸۹۰-۱۹۷۴ یک معمار و نقاش روسی بود.
او یک هنرمند مستقل بود که به قواعد یک سبک خاص یا گروه‌های هنری محدود نمی‌شد. ملنیکوف فرزند چهارم خانواده و یک گیاه‌خوار بود. او در خانواده‌ای فقیر رشد کرد. خانواده‌ای که روستا زاده بودند. او به واسطه آشنایی با شخصیتی با نفوذ وارد نظام آموزشی شد و در رشتهٔ نقاشی و معماری تحصیل کرد. اغلب کارهای او در فاصلهٔ ۱۰ سال از دهه ۲۰ تا ۳۰ انجام شد. و بعد بنا بر دلایلی دیگر کار نکرد و به آموزش نقاشی پرداخت.

## نگارخانه

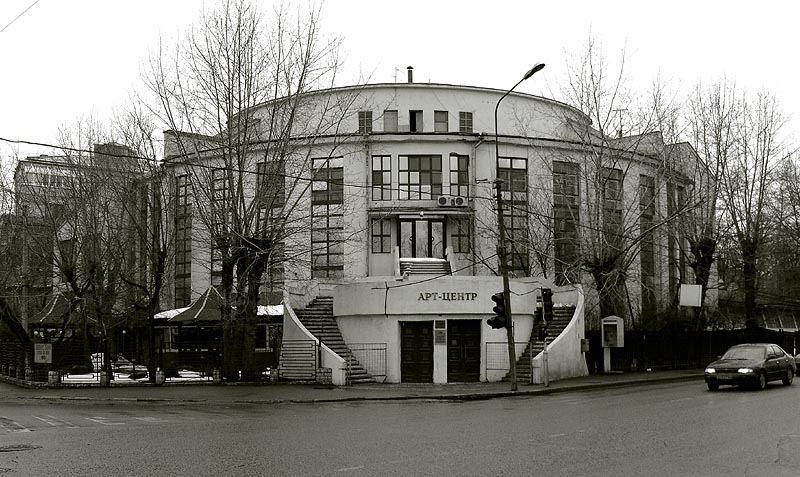
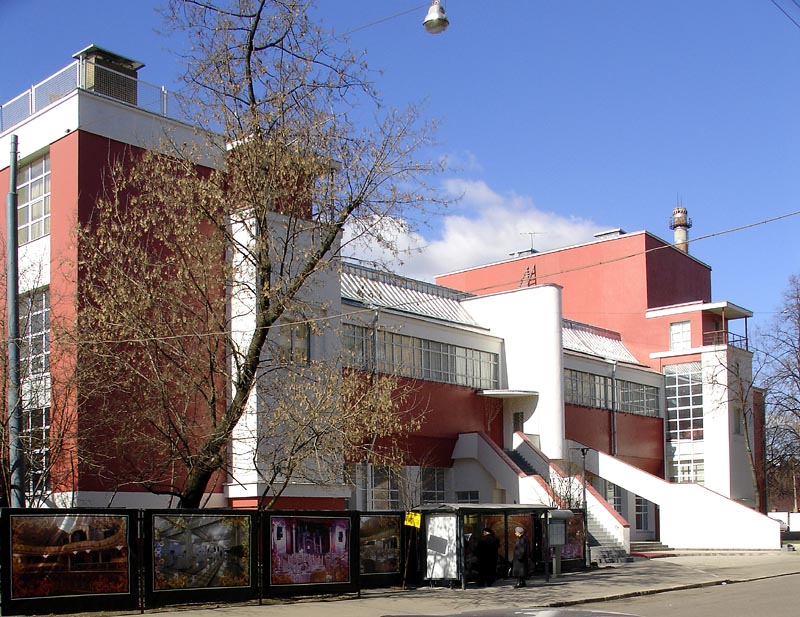
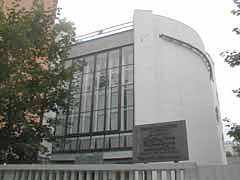
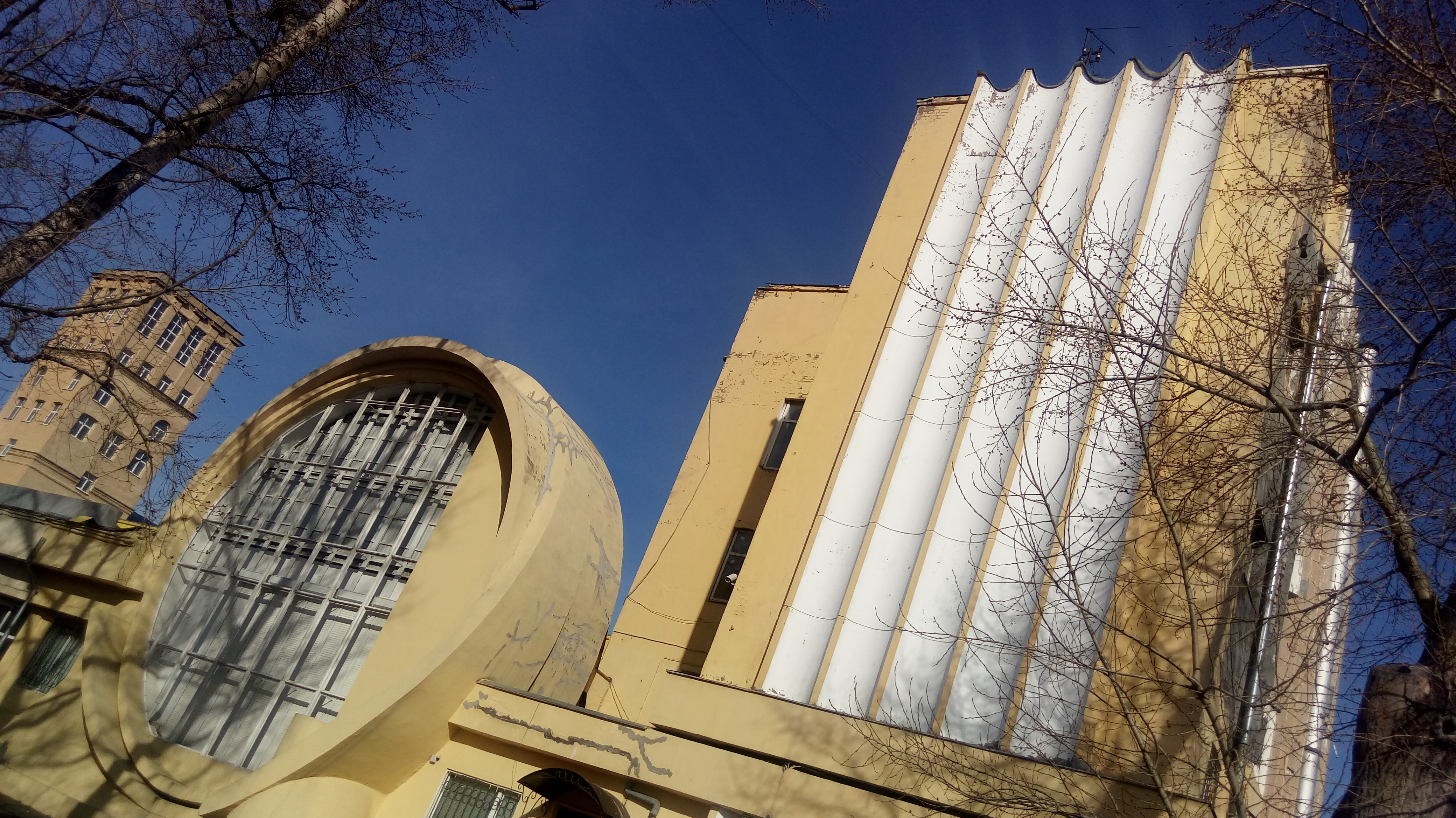